# 30 juin 1979
Le samedi 30 juin 1979 est le 181e jour de l'année 1979.

## Naissances
- Andy Burrows, batteur anglais
- Caroline Giron-Panel, historienne et musicologue français
- Cory Hightower, joueur de basket-ball américain
- Etienne Stott, céiste britannique
- Faisal Shahzad, terroriste pakistanais
- Hafid Sour, danseur, chorégraphe et acteur français
- Jaime Colomé, joueur de football cubain
- Leslie Ardon, joueuse française de basket-ball
- Matisyahu, musicien américain
- Patrick Baud, graphiste, écrivain, animateur, folkloriste et vidéaste français
- Raquel Martínez Rabanal, journaliste espagnole
- Rick Gonzalez, acteur américain
- Samira El Haddad, boxeuse marocaine
- Sylvain Chavanel, coureur cycliste français

## Décès
- Avelino Barrio (né le 10 août 1920), médecin espagnol
- Carl Leavitt Hubbs (né le 19 octobre 1894), zoologiste américain (1894-1979)
- Chris Taylor (né le 13 juin 1950), lutteur et catcheur américain
- Eddy Rasimi (né le 31 août 1922), acteur français
- Georges Spanelly (né le 25 décembre 1898), acteur français

## Événements
- Fin du championnat du Mexique de football 1978-1979
- Sortie de la chanson Good Times du groupe Chic
- Sortie du film d'horreur L'Invasion des piranhas